# 李威光
李威光（1740年—？年），廣東嘉應直隸州長樂縣（廣東梅州市五華縣）。清朝將領。
乾隆三十七年（1772年）一甲第一名武進士，授頭等侍衛。外任提標前營遊擊，歷改福建澎湖水師左營遊擊、閩粵南澳鎮標左營遊擊。乾隆四十九年（1784年）烽火門參將。
乾隆五十一年（1786年）秋，臺灣天地會首領林爽文率軍起事，連克彰化、鳳山，圍攻府城，朝廷震動，派遣福康安領軍鎮壓，李威光隨往。清軍取勝之後，李威光留任臺灣安平水師副將。不久，回署福建閩安水師副將。乾隆五十三年（1788年），署銅山營參將、再署閩粵南澳總兵官。歷署興化協副將，護理海壇鎮總兵。官終福建閩安水師副將。因病辭官返鄉，卒。

## 外部連結
- 武狀元李威光[永久] 梅州鄉情